# Margareta Maria Alacoque
Margareta Maria Alacoque (* 22. Juli 1647 in Verosvres, Burgund; † 17. Oktober 1690 in Paray-le-Monial) war Nonne und Mystikerin und wird in der römisch-katholischen Kirche als Heilige verehrt.

## Leben

### Kindheit und Jugend
Margareta Maria (französisch Marguerite-Marie) Alacoque wurde am 22. Juli 1647 in Verosvres in Frankreich (Burgund) geboren. Sie war das fünfte von sieben Kindern des Notars Claude Alacoque und seiner Frau Philiberte, geborene Lamyn. Drei Tage nach ihrer Geburt, am 25. Juli 1647, wurde Margareta Maria getauft. Ihre Taufpatin war eine adelige Verwandte namens Marguerite de Saint-Amour. Die Familie Alacoque lebte Haus an Haus mit der Familie Laroche, in die Claude Alacoques Schwester Benoîte einheiratete. Das Verhältnis der beiden Familien untereinander war sehr schlecht, was die Kindheit Margareta Marias prägte. Von 1651 bis 1655 wurde Margareta Maria von ihrer Patin zu sich auf ihr Schloss Courchevel genommen. Als 1655 der Vater starb, kehrte das Kind zurück zur Mutter. Nach dem Tod des Vaters blieb den Alacoques aus finanziellen Gründen nichts anderes übrig, als sich mit den Laroches zu arrangieren. Die Laroches nutzten jetzt noch mehr als zuvor jede sich bietende Gelegenheit, um die Alacoques zu quälen.
1656 kam Margareta Maria in das Pensionat der Urbanistinnen nach Charolles. Dort empfing sie 1659 im Alter von zwölf Jahren die Erstkommunion. Kurze Zeit später erkrankte sie schwer. Sie wurde daher wieder zurück nach Verosvres geschickt und war dort etwa vier Jahre lang mehr oder weniger ans Krankenbett gefesselt. Ihre Gesundung erfolgte so überraschend, dass man von einer „wunderbaren Heilung“ spricht. Nach der Heilung begann Margareta Maria, das ganz normale Leben einer Sechzehnjährigen zu führen. Sie nahm gerne an Tanzveranstaltungen teil, zu denen sie ihre älteren Brüder mitnahmen. Eine schwere Erkrankung ihrer Mutter zwang sie jedoch, sich ganz der Pflege der Mutter zu widmen. Als man versuchte, Margareta Maria so rasch wie möglich zu verheiraten, wehrte sie sich dagegen, da sie in ein Kloster eintreten wollte.

### Klostereintritt und Leben in der Heimsuchung
Am 20. Juni 1671 trat Margareta Maria Alacoque in den Orden von der Heimsuchung Mariens (Salesianerinnen)  (gegründet 1610 von den Heiligen Franz von Sales und Johanna Franziska von Chantal) in  Paray-le-Monial ein. Am 25. August 1671 erfolgte ihre Einkleidung als Novizin und bereits ein Jahr später, am 25. August 1672, legte sie die feierliche Profess ab. Ihr Leben im Heimsuchungskloster war sehr schwierig. Bereits als Kind und Jugendliche hatte sie mehrere Visionen, die sich nach ihrem Eintritt ins Kloster häuften. Ihre Mitschwestern verspotteten und demütigten sie deswegen. Margareta Maria bekam zudem in ihren Visionen den Auftrag, auf Missstände hinzuweisen, die sich unter den Schwestern eingebürgert hatten. Margareta Marias Oberin, Marie-Françoise de Saumaise, spürte zwar hinter dieser Mitschwester irgendetwas Göttliches, fühlte sich jedoch nicht imstande, selbst ein Urteil darüber zu fällen. Sie befahl daher Margareta Maria, ihre Lebensgeschichte und ihre Visionen aufzuschreiben, damit zwei Priester sich ein Urteil darüber bilden könnten. Die Priester mahnten zu größter Vorsicht und gingen davon aus, Margareta Maria sei entweder besessen oder geisteskrank.

### Visionen

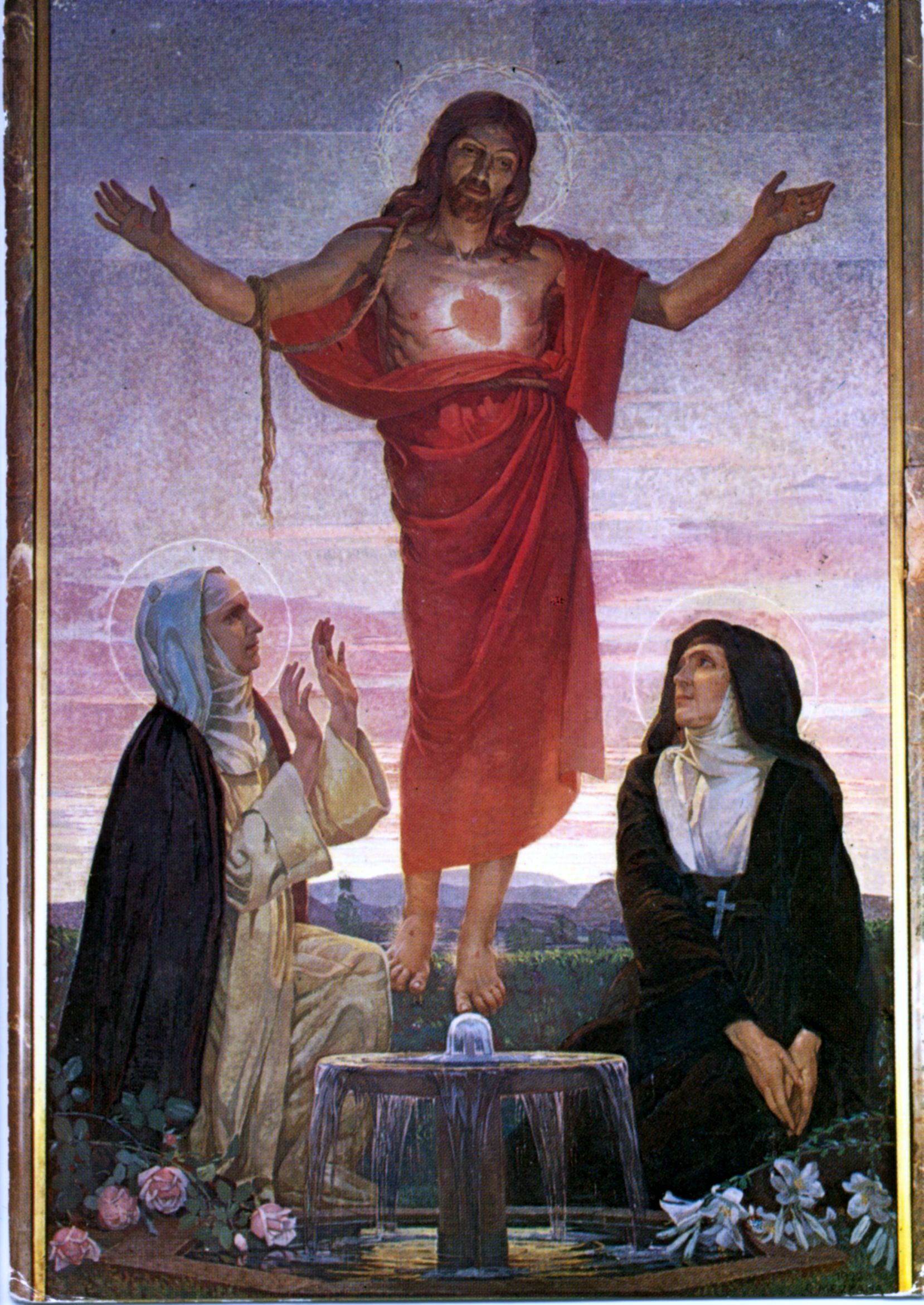
Christus offenbart Margareta Maria Alacoque (rechts) und Maria Droste zu Vischering sein Herz

Am 27. Dezember 1673 hatte Margareta Maria eine Vision, in der Jesus Christus sie beauftragte, sich für die Verehrung seines göttlichen Herzens einzusetzen. In den folgenden eineinhalb Jahren folgten weitere drei Visionen, in denen Jesus Christus Margareta Maria auftrug, sie möge sich dafür einsetzen, dass jeder erste Freitag im Monat und der zweite Freitag nach dem Fronleichnamsfest der besonderen Verehrung des Herzens Jesu gewidmet sein solle.
Besondere Unterstützung erhielt Margareta Maria durch den heiligen Jesuiten Claude de la Colombière. Dieser wurde 1675 Rektor des neu errichteten Jesuitenkollegs in Paray-le-Monial. Außerdem war er der Beichtvater der Salesianerinnen. Schon bei seiner ersten geistlichen Konferenz fiel ihm Margareta Maria auf. Sie selbst hörte die Stimme Gottes, dass dies der Priester sei, der sie in ihrer Mission zur Förderung der Herz-Jesu-Verehrung unterstützen werde. Es kam zu mehreren Gesprächen. Colombière erklärte Margareta Maria weder für besessen noch für geisteskrank, sondern ermutigte sie dazu, ihren Weg weiterzugehen. Er selbst wollte auf seine Weise alles zur Verehrung des Herzens Jesu unternehmen. Schon nach einem Jahr musste Colombière die Stadt wieder verlassen. Er blieb jedoch mit Margareta Maria brieflich weiterhin in Kontakt.
Mit der Abreise Colombières verlor Margareta Maria jedoch auch wieder ihren „Beschützer“. Die Mitschwestern ließen nun ihrem Unmut freien Lauf. Am Abend des 20. November 1677 erhielt Margareta Maria in einer Vision den Auftrag, öffentlich vor der gesamten Gemeinschaft zu sagen, Gott hätte sie als „Sühneopfer“ für die Sünden der Schwestern auserwählt, weil diese nicht bereit waren, sich zu ändern. Man beschimpfte Margareta Maria, schrie sie an, verspottete sie. Als sie später auf dem Weg zu ihrer Zelle war, wurde sie von einer Gruppe von Mitschwestern regelrecht überfallen. Sie rissen ihr den Schleier herunter und schlugen ungezügelt auf sie ein. Am nächsten Tag bereuten die Schwestern zutiefst ihr Verhalten und begannen mit Margareta Maria höflicher umzugehen, blieben aber trotzdem weiterhin reserviert.
Die Nachfolgerin der Oberin de Saumaise, Péronne-Rosalie Greyfié, war darum bemüht, den Frieden im Kloster aufrechtzuerhalten, unternahm jedoch nichts, damit Margareta Maria unter den Schwestern mehr Anerkennung fand. Daran änderte sich auch nichts, als Claude de la Colombière wieder nach Paray-le-Monial zurückkehrte. Die Oberin setzte sich weiterhin in der Gemeinschaft nicht für Margareta Maria ein, in ihren persönlichen Gesprächen jedoch sprach sie ihr Mut zu. Margareta Maria war in dieser Zeit oft monatelang krank, und dann plötzlich wieder gesund. In der Gemeinschaft regte sich dadurch verständlicherweise erneut Unmut. Margareta Maria wurde als Heuchlerin bezeichnet, die ihre Krankheit nur vortäusche, um keine Arbeiten in der Gemeinschaft übernehmen zu müssen.

### Novizenmeisterin
Am 15. Februar 1682 starb Claude de la Colombière. 1684 wurde eine neue Oberin gewählt: Marie-Christina Melin. Diese ernannte Margareta Maria zu ihrer Assistentin, 1685 sogar zur Novizenmeisterin. Der Grund für diesen Gesinnungswandel lag wiederum an P. Colombière, dessen Schriften über die Herz-Jesu-Verehrung nach seinem Tod veröffentlicht und täglich während der Mahlzeiten im Refektorium vorgelesen wurden. Die Meinung über Margareta Maria änderte sich dadurch bei vielen ihrer Mitschwestern. Hinzu kam, dass ein weiterer Jesuit, P. François Rolin, Beichtvater des Klosters wurde und die Bedeutung Margareta Marias erkannte. Er trug ihr auf, dass sie ihre gesamte Lebensgeschichte aufschreiben sollte, die noch heute erhalten ist.
Als Novizenmeisterin entwickelte Margareta Maria ein völlig neues Selbstbewusstsein. Ihre eigenen leidvollen Erfahrungen als Klosterschwester machten sie geduldig, sanft und sehr weise im Umgang mit jenen, die neu ins Kloster eintraten und von ihr in die Spiritualität des Heimsuchungsordens eingeführt wurden. Zu einem besonderen Datum wurde dann der 22. Juli 1685, ihr Geburtstag. Die Novizinnen wollten ihr ein besonderes Geburtstagsfest gestalten, sie aber meinte, es wäre ihr eine viel größere Freude, wenn sie all die Ehrungen dem Herzen Jesu darbringen würden. So kam es, dass im Kloster von Paray-le-Monial das erste Mal das Herz Jesu von mehreren Schwestern in einer Andacht gemeinsam verehrt wurde, diese Form der Andacht behielt man bei.

### Ausbreitung der Herz-Jesu-Verehrung

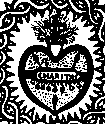
Herz-Jesu-Darstellung der heiligen Margareta Maria Alacoque

Die beiden Brüder Margaretas, Jacques und Chrysostomus, ließen im Dorf Le-Bois-Sainte-Marie eine Kapelle zu Ehren des Herzens Jesu erbauen und setzten sich dafür ein, das ganze Dorf für die Herz-Jesu-Verehrung zu begeistern.
1687 wurde Margareta Maria von ihrem Amt als Novizenmeisterin wieder abgelöst. Sie wurde zunächst Gehilfin der Krankenwärterin, später dann Erzieherin jener Mädchen, die im Kloster in einer Art kleinem Internat aufgenommen wurden. Nach der Neuwahl der Oberin wurde sie wieder deren Assistentin.
In den Jahren 1688 und 1689 hatte sie weitere Visionen zur Herz-Jesu-Verehrung. In der Folge bat sie den französischen König, Ludwig XIV., ganz Frankreich dem Herzen Jesu zu weihen und in Paris eine Kirche zu Ehren des Herzens Jesu zu bauen. Erfüllt wurde dieser Auftrag erst rund zweihundert Jahre später durch den Bau der Basilika Sacré-Cœur auf dem Hügel von Montmartre in Paris. Im Kloster wurde eine eigene Kapelle zur Herz-Jesu-Verehrung errichtet. Die Gemeinschaft des Klosters war in ihrer Beziehung zu Margareta Maria völlig verändert. Man wollte sie sogar zur Oberin wählen, was Margareta Maria jedoch 1690 ablehnte. An ihrer Stelle wurde Catherine-Antoinette de Lévy Châteaumorand gewählt.
Zwei Jesuiten, Jean Croiset und Joseph-François Gallifet, begannen die Verehrung des Herzens Jesu auch außerhalb des Klosters der Heimsuchung zu verbreiten.
Im Spätsommer 1690 spürte Margareta Maria, dass sie bald sterben werde. Da sie immer wieder krank war, nahm die Gemeinschaft dies nicht besonders ernst. Am 8. Oktober jedoch war sie so schwach, dass sie das Bett nicht mehr verlassen konnte. Obwohl die Ärzte keinerlei besorgniserregende Krankheit feststellen konnten, sagte sie, dass sie sterben werde. Am 17. Oktober 1690 gegen 7 Uhr abends empfing sie im Beisein aller ihrer Mitschwestern die Krankensalbung. Eine Stunde später starb sie im Alter von 43 Jahren. Ihr letztes Wort war „Jesus“.
Bei ihrem Begräbnis kam es fast zu einem Tumult, da die Bevölkerung davon überzeugt war, dass Margareta Maria eine Heilige sei, und sie daher ein letztes Mal ihren Sarg berühren wollte. Sie ist im Kloster der Heimsuchung von Paray-le-Monial bestattet.

## Wirkung

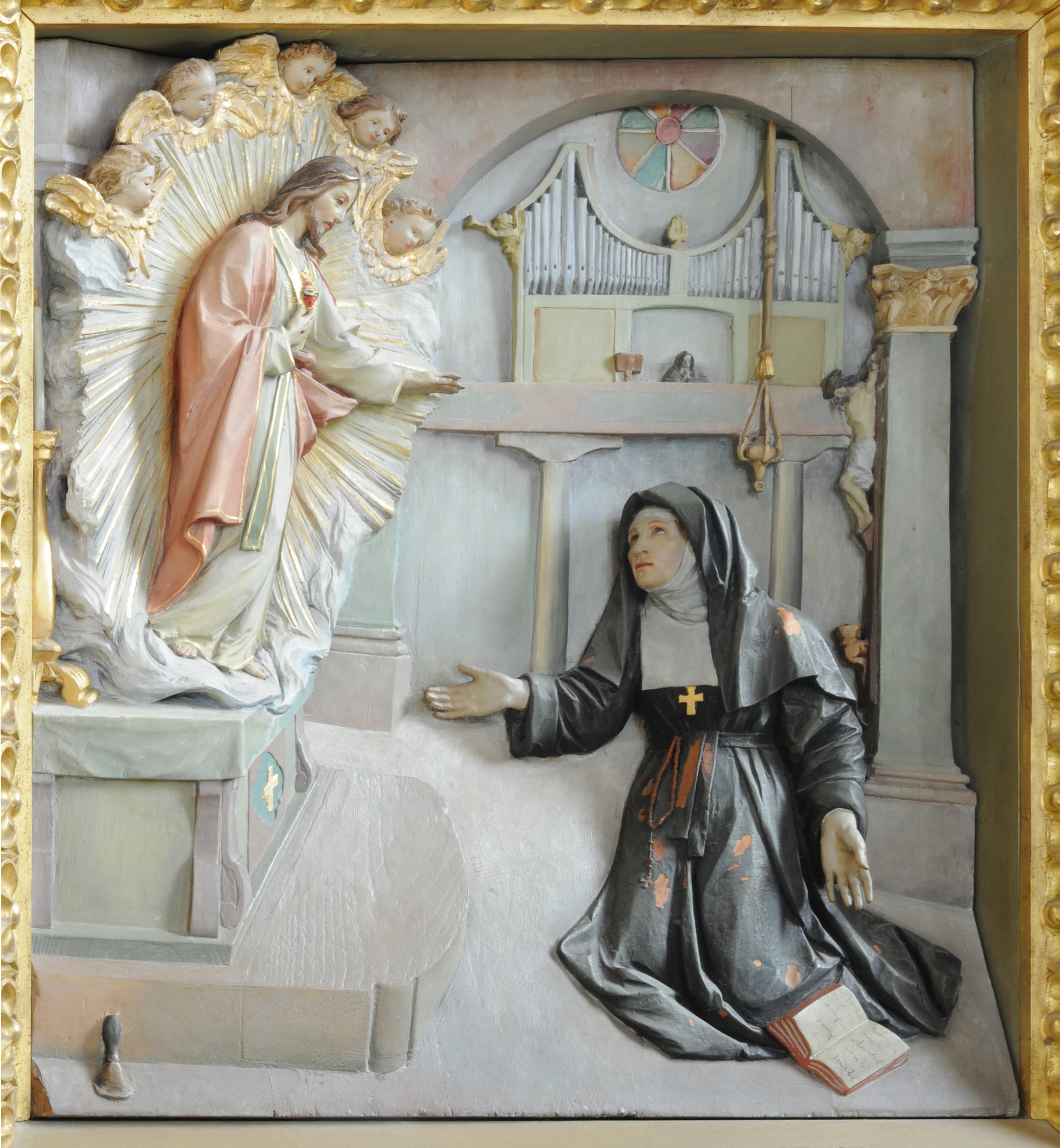
Erscheinung Jesu vor der Nonne Margareta Maria Alacoque gefasst, in Holz geschnitzt von Johann Baptist Moroder 1910

Margareta Maria Alacoque wurde am 18. September 1864 von Papst Pius IX. selig- und am 13. Mai 1920 von Papst Benedikt XV. heiliggesprochen. Ihr Gedenktag ist der 16. Oktober.
Trotz des Bemühens einzelner Jesuiten wurde die Einführung des Herz-Jesu-Festes zunächst abgelehnt. Man begann jedoch Herz-Jesu-Bruderschaften zu gründen, die sich in den Jahren 1690 bis 1740 in Frankreich, Polen, Spanien, Italien und Deutschland verbreiteten. Erst 1765 erlaubte Papst Clemens XIII. eine eigene Votivmesse zu Ehren des Herzens Jesu, allerdings nur in Polen und für den Orden der Heimsuchung. 1856 schließlich wurde das Herz-Jesu-Fest von Papst Pius IX. in der Kirche weltweit eingeführt. Papst Leo XIII. erhob das Fest 1899 zum Hochfest. In der Enzyklika Miserentissimus Redemptor von 1928 stellte Papst Pius XI. die Bedeutung der Herz-Jesu-Verehrung für die gesamte Kirche dar.
Insbesondere Papst Pius XII. wies in der Enzyklika Haurietis aquas auf die außerordentliche Bedeutung der hl. Margareta für die Herz-Jesu-Verehrung hin. Papst Pius XII. schrieb: „Doch nimmt sicher den ersten Platz unter denen, die diese würdige Andachtsform gefördert haben, die hl. Margareta Maria Alacoque ein, die mit Hilfe ihres Seelenführers, des sel. Claudius de la Colombière, von heiligem Eifer entflammt, es dahin brachte, daß diese Kultform, so sehr gefördert, unter starker verehrender Zustimmung der Christgläubigen eingeführt und durch die auszeichnenden Merkmale der Liebe und Sühne von den übrigen Formen christlicher Frömmigkeit unterschieden wurde.“
Die Herz-Jesu-Verehrung gehört bis heute zu den verbreitetsten Frömmigkeitsformen in der katholischen Kirche. Neben dem Hochfest des Heiligsten Herzens Jesu nach Fronleichnam wird jeder erste Freitag im Monat als Herz-Jesu-Freitag begangen, in der Regel mit Aussetzung des allerheiligsten Altarsakraments und sakramentalem Segen.
Es gibt Gebetsgemeinschaften und Bruderschaften, die sich der Verehrung des Heiligsten Herzens Jesu in besonderer Weise verschrieben haben, deren bekannteste ist die Erzbruderschaft der Ehrenwache vom Heiligsten Herzen Jesu. Die Mitglieder verpflichten sich auf Lebenszeit, jeden Tag eine Stunde der Verehrung des Herzens Jesu im Gebet zu widmen. Die deutsche Direktion der Ehrenwache befindet sich in Uedem (Niederrhein).

## Zitate
- „Wir müssen die Echtheit unserer Absichten mehr durch Werke als durch Worte zu erkennen geben“ (zit. nach Hildegard Waach, Margareta Maria Alacoque. Botin des Herzens Jesu, Eichstätt 1992, S. 147)
- „Das Herz Jesu verehren, heißt nicht so sehr Gebete sprechen, als sich seinen Tugenden gleichförmig machen“ (Waach, S. 151)
- „Jesus Christus kennt keine Kompromisslösungen. Er will alles oder nichts.“ (Waach, S. 151)
- „Leiden und im Leiden lieben, nur dazu bin ich geboren.“ (Waach, S. 156)
- „Machen wir unser Herz leer von allem Irdischen, liebvoll gegen den Nächsten und freigebig gegen die Armen.“ (Waach, S. 159)
- „Beunruhigen Sie sich nicht, sondern haben Sie großes Vertrauen auf die barmherzige Güte des Heilands.“ (Waach, S. 163)
- „Wer reine Liebe sagt, der sagt Ja zum reinen Leiden“ (Waach, S. 163)
- „Seien Sie arm in allem, und das heiligste Herz wird Sie reich machen. Werden Sie leer von allem, und dieses Herz wird Sie erfüllen.“ (Waach, S. 165)